# Magsaysay (Lanao du Nord)
Pour les articles homonymes, voir Magsaysay.
Magsaysay est une localité de la province de Lanao du Nord, aux Philippines. En 2015, elle compte 19 019 habitants.